# Menopausia
La menopausia (del griego μήν, μηνός mḗn, mēnós -'mes', mensualmente- y παῦσις paûsis -'cesación', cese-)  se define como cese de la menstruación. Tiene correlaciones fisiológicas como consecuencia de la declinación de la secreción de estrógenos y progesterona por pérdida de la función folicular, al tener ambas hormonas receptores y efectos en casi todas las células. Se corresponde con el día en el que se cumple un año de la última menstruación.

## Menopausia y climaterio
El término menopausia se confunde con frecuencia con el de climaterio, y de hecho, según el Diccionario de la lengua española (RAE), una de sus acepciones es precisamente la de «climaterio femenino», ahondando en esta imprecisión. Sin embargo, en sentido estricto, son dos cosas diferentes. La menopausia, según su definición rigurosa, se corresponde con el día en el que tiene lugar la última menstruación de la mujer. Por tanto, si hacemos alusión a un periodo de tiempo, en realidad a lo que nos estamos refiriendo es al climaterio.El climaterio es un período de duración variable durante el cual se mantienen los signos y síntomas relacionados con la retirada de la menstruación, el cual comprende las etapas de la premenopausia y de la postmenopausia. Así mismo, en el año 2022, la OMS incorporó el término «perimenopausia» para referirse al periodo que transcurre desde la primera vez que se observan los cambios en el ciclo menstrual y síntomas climatéricos, hasta un año después del último periodo menstrual. La perimenopausia puede durar varios años.

## Proceso fisiológico
- Cambios en los ovarios, que es una glándula endocrina
- Cambios en el medio endocrino (principalmente en las hormonas sexuales)
- Cambios en los tejidos-diana de dichas hormonas.

A nivel endocrinológico existe una serie de elevaciones y disminuciones de ciertas hormonas, como la elevación de las hormonas foliculoestimulante (FSH) y la luteinizante (LH). La ovulación prematura aumenta y los folículos disminuyen, es por esto que hay disminución de la producción de progesterona, lo que produce un exceso de estrógenos.
Finalmente, los folículos ováricos dejan de responder a las hormonas foliculoestimulante y a la luteinizante; y la progesterona se hace indetectable, produciéndose el cese de la menstruación. Se puede pensar que el ovario postmenopaúsico es inútil, sin embargo, se ha comprobado que siguen produciendo estrógenos y androstenediona pero de manera reducida, lo que produce síntomas tales como la amenorrea, bochornos, periodos de sudoración y sequedad vaginal.
La causa principal de la transición de la etapa fértil a la etapa infértil es el envejecimiento ovárico, un proceso fisiológico que se asocia a la disminución del número y la calidad de los folículos.
En la etapa fértil, los niveles de FSH están controlados por la inhibina B, una hormona liberada por los folículos que inhibe la liberación de FSH por parte de la hipófisis. Esta hormona, al igual que el resto de hormonas implicadas en el ciclo, se libera de forma controlada y cíclica. En la premenopausia se produce una disminución de los niveles de inhibina B, debido a que el número de folículos se ha reducido. Como consecuencia, se produce un aumento de los niveles de FSH que lleva a una alteración del eje hipotálamo-hipófisis-ovarios. A largo plazo lo que se produce es una disminución en los niveles de estrógenos responsable de los síntomas que se dan en la menopausia.
En los ovarios, los primeros signos de "envejecimiento" aparecen relativamente pronto en comparación con otros órganos (éstos cambios tienen su sintomatología mucho tiempo antes de que ocurra el cese de la menstruación: Pueden empezar a suceder a partir de los 35 años), provocando un descenso progresivo en su funcionalidad en la treintena que deriva en un fallo ovárico completo 10 o 20 años después, al diferenciarse el tejido ovárico funcional en tejido graso o fibroso, provocando que en los ovarios se den los siguientes fenómenos:
- Disminución del número de ovocitos.
- Disminución de la calidad de los ovocitos, principalmente por aparición de aneuploidías.
- Descenso de los niveles séricos de la hormona Anti-Mülleriana (AMH), usada como biomarcador o estimación de la reserva ovárica existente.

## Diagnóstico

Síntomas de la menopausia

### Signos y síntomas
Una mujer llega a la menopausia cuando no tiene un período menstrual durante un año. Los cambios y los síntomas pueden empezar varios años antes (perimenopausia). En los meses o años conducentes a la menopausia es posible experimentar estos signos y síntomas:
- Períodos menstruales irregulares: Cambio en las menstruaciones: Más o menos duraderas, más o menos profusas, con más o menos tiempo entre los períodos.
- Sequedad vaginal
- Sofocos
- Calores y/o sudoración nocturna
- Dificultad para dormir
- Cambios emocionales: Según investigaciones de la Universidad de New Hampshire, es muy conveniente contar con el apoyo familiar durante la menopausia, ya que es frecuente que las mujeres enfrenten, en esos momentos, altas y bajas emocionales debido a los cambios hormonales.[12] El ejercicio moderado por lo general ayuda, debido a la secreción de endorfinas. [13]
- Dificultad para concentrarse
- Afinamiento del cabello y piel seca
- Menos cabello y más vello facial
- Modificaciones del apetito
- Aumento de peso y metabolismo lento: Se pueden producir cambios en la figura corporal, ya que la menopausia se relaciona con cambios metabólicos que suelen producir un incremento en la grasa corporal. En este sentido, la grasa corporal, que a los 20 años es del 26%, sube al 33% a los 40 años y al 38% a los 50 años. La vida sedentaria acelera este proceso. En muchas mujeres se produce un aumento de peso, mientras que en otras aparecen tan sólo modificaciones de la distribución grasa, sin cambios en la balanza. Esto no solamente es un cambio estético, sino también un riesgo cardiovascular y de diabetes.
- Pérdida de volumen en los senos

Los signos y síntomas, incluidos los cambios en la menstruación, pueden variar mucho de una mujer a otra. 
No menstruar algún mes durante la perimenopausia es frecuente y esperable. Los períodos menstruales suelen saltarse un mes y regresar, o saltarse varios meses y luego comenzar ciclos mensuales nuevamente durante unos meses. Los períodos también suelen tener ciclos más breves, por lo tanto, son más seguidos.
Aunque los períodos menstruales sean irregulares, es posible quedar embarazada. 

### Complicaciones
Después de la menopausia, el riesgo de padecer ciertas enfermedades aumenta. Por ejemplo: 
- Enfermedades cardíacas y de los vasos sanguíneos (cardiovasculares): Cuando los niveles de estrógeno disminuyen, aumenta el riesgo de sufrir enfermedades cardiovasculares. Por lo tanto, es importante hacer ejercicio regularmente, tener una dieta sana y mantener un peso normal.

- Osteoporosis: Dos millones y medio de mujeres en España padecen osteoporosis, una enfermedad esquelética sistémica caracterizada por la disminución de la masa ósea y el deterioro de la microarquitectura que condiciona un aumento de la fragilidad y de la susceptibilidad a la fractura del hueso. La pérdida de masa ósea, es decir, de la cantidad de hueso que tenemos, es debida a la descalcificación que sufren los mismos y que, en los casos de las mujeres, se ve intensificada por la pérdida de la acción protectora que las hormonas femeninas ejercen sobre ellos. La detección precoz de la pérdida excesiva de la masa ósea de nuestro cuerpo es de la única manera en que podemos prevenir la aparición de la osteoporosis, y por tanto de las fracturas. El método para detectarlo es la densitometría ósea de columna lumbar y fémur. Consiste en una prueba indolora, parecida a una exploración con rayos X y que es recomendable en aquellas mujeres que se encuentren entre estas variables: menopausia precoz antes de los 40 años; tratamiento prolongado con corticoides, hormona tiroidea, ansiolíticos, anticonvulsivantes antiácidos; tabaquismo; bajo peso; anorexia nerviosa, insuficiencia renal crónica, hipertiroidismo, patología de la glándula suprarrenal, insuficiencia hepática, diabetes mellitus, mieloma múltiple, gastrectomizadas, Enfermedad Pulmonar Obstructiva Crónica (EPOC) y mujeres sometidas a un trasplante; inmovilización prolongada; antecedentes familiares de osteoporosis.

- Incontinencia urinaria: A medida que los tejidos de la vagina y de la uretra pierden elasticidad, es posible experimentar una fuerte necesidad frecuente y repentina de orinar seguida de una pérdida involuntaria de orina (incontinencia urinaria por urgencia) o pérdida de orina al toser, reír o levantarte (incontinencia por esfuerzo). Es posible tener infecciones de las vías urinarias con más frecuencia. El fortalecimiento de los músculos del piso pélvico con ejercicios de Kegel y el uso de estrógeno vaginal tópico pueden ayudar a aliviar los síntomas de incontinencia. La terapia hormonal también puede ser una opción de tratamiento eficaz para los cambios vaginales y de las vías urinarias relacionados con la menopausia que pueden provocar incontinencia urinaria.

- Modificaciones de la líbido: La sequedad vaginal debida a disminución de la producción de humedad y la pérdida de elasticidad pueden causar malestar y un leve sangrado durante las relaciones sexuales. Además, la disminución de la sensibilidad puede reducir el deseo sexual (libido). Los humectantes vaginales a base de agua y los lubricantes pueden ser útiles. Si un lubricante vaginal no es suficiente, a muchas mujeres les resulta útil usar un tratamiento de estrógeno vaginal local, disponible en crema, tableta o aro vaginal.[14] En ocasiones, la disminución de la libido puede deberse a una disminución de la sensibilidad en la zona genital o a la sequedad y falta de elasticidad vaginal.[15]

- Aumento de peso: Muchas mujeres aumentan de peso durante la transición menopáusica y después de la menopausia debido a que el metabolismo se torna más lento. Es posible que debas comer menos y hacer más ejercicio, simplemente para mantener el peso actual.

## Edad de inicio la menopausia
La última menstruación generalmente ocurre entre los 48 y los 57 años. La duración de la menopausia en sentido estricto será, por tanto, de un día, ya que se corresponde con el último sangrado. Va a estar precedido por el climaterio, que es la fase de transición entre la etapa reproductiva y no reproductiva de la mujer. Este proceso se inicia varios años antes del último período, cuando el ciclo (o período menstrual) empieza a ser menos regular. La disminución en los niveles de las hormonas estrógeno y progesterona causa cambios en la menstruación. Estas hormonas tienen receptores en la mayoría de las células de nuestro organismo, motivo por el cual las mujeres experimentan cambios importantes durante este periodo. 

### Factores que influyen en la edad de inicio de la menopausia
Cabe destacar que, hoy en día, las mujeres con un adecuado estilo de vida presentan la menopausia más tarde. Sin embargo, hay factores que parecen generar un adelanto de la menopausia: 
- Tabaquismo: El tabaquismo está asociado a efectos antiestrogénicos con diversas repercusiones. Está constatado que en las fumadoras es significativamente mayor la incidencia de la menopausia precoz: las mujeres fumadoras suelen tener la menopausia tres años antes que las no fumadoras. El consumo de cigarrillo agrava el riesgo de adquirir enfermedades por deficiencia de estrógeno, como osteoporosis fisiológica, y genera un mayor riesgo de fracturas óseas tanto vertebrales como del hueso fémur. El tabaquismo es la causa prevenible más importante de enfermedades cardiovasculares y muertes anticipadas. Es considerado un factor de riesgo fundamental en la población femenina: los componentes del humo de tabaco pueden difundir a la placenta de las madres no fumadoras expuestas, de manera que se han encontrado compuestos carcinogénicos, mutagénicos y teratogénicos en placenta, líquido amniótico y sangre del cordón umbilical de fetos humanos y animales de madres fumadoras pasivas. También se ha observado un aumento de los glóbulos rojos circulantes en los fetos de madres expuestas al humo de tabaco, lo que sería una señal de hipoxia, producida probablemente por vasoconstricción placentaria inducida por la nicotina. La exposición al humo de tabaco ambiental afecta la fertilidad y fecundidad en la mujer y produce desórdenes en los ciclos menstruales, así como aumento de dismenorrea. En mujeres fumadoras tanto pasivas como activas, la edad de la menopausia disminuye en promedio 3 años según Everson et al.[16] Se ha demostrado que el tabaquismo tiene un efecto antiestrógenico. Esto se debe a que los hidrocarburos aromáticos policíclicos (como el benzopireno) que contiene el tabaco junto a la nicotina disminuyen la producción ovárica de estrógenos al inhibir la aromatasa de las células de la granulosa ovárica, enzima que interviene en la síntesis de estrógenos e induce la degradación hepática de los mismos por el sistema microsomal citocromo P450. De este modo, la disminución de la producción de estrógenos y el incremento de su metabolización provocará una deficiencia relativa de estrógenos. Esto, además de aumentar el riesgo de osteoporosis (especialmente en las mujeres fumadoras postmenopáusicas), también puede acarrear alteraciones en el ciclo menstrual y adelanto en la aparición de la menopausia. Además el tabaco también causa una disminución de la reserva ovárica de ovocitos; que podría deberse a la activación de genes involucrados en la producción de muerte celular programada de células germinales.

- Actividad física: El sedentarismo es una de las diez causas principales de muerte e incapacidad en el mundo (OMS, 2002) e influye en más riesgo de menopausia precoz.

- Menopausia precoz: Es aquella que llega a una edad más temprana que la media, en general por debajo de los 40 años. Se estima que un 1% de mujeres presenta menopausia precoz antes de los 40 años, y en torno a una de cada mil previo a los 30. Los cambios que se experimentan en una menopausia precoz son los mismos que en una que no lo sea, si bien con frecuencia son más intensos y duran más tiempo. La carencia de estrógenos durante más tiempo supone un mayor riesgo de enfermedades cardiovasculares u osteoporosis, por ejemplo. Las causas de una menopausia precoz pueden ser genéticas, autoinmunes o iatrogénicas.[2]Así, algunos tipos de cirugía o el uso de medicamentos anticonceptivos pueden provocarla. Por ejemplo, el extirpar el útero (histerectomía) provoca el cese de la menstruación. Cuando se extirpan ambos ovarios (ooforectomía bilateral), los síntomas asociados a la menopausia comienzan de inmediato, sin importar la edad.

### Embarazo tras la menopausia
La menopausia marca el final de la vida reproductiva de la mujer. Sin embargo, gracias a los avances médicos actuales y al espectacular desarrollo que han experimentado las Técnicas de Reproducción Asistida en los últimos años, ya se ha conseguido que mujeres a las que se les diagnostica fallo ovárico prematuro queden embarazadas y se conviertan en madres. Ejemplo de ello es el nacimiento, en octubre de 2018, de una niña en el Hospital Clínico y Provincial de Barcelona, gracias a una técnica pionera.Dicha técnica, desarrollada para mujeres que sufren menopausia precoz (anomalía que afecta al 1% de las mujeres), sigue siendo un ensayo clínico. Concretamente, se ha probado en un total de 12 mujeres, una de las cuales ha llevado a término el embarazo. Consiste en una laparoscopia para extirpar una parte del córtex ovárico, que posteriormente es fragmentado y reinsertado en el ovario de la paciente. Tras la intervención, es necesario estimular hormonalmente a la mujer para obtener ovocitos que, finalmente, son fecundados in vitro. Este procedimiento funciona porque induce la activación de los "folículos dormidos" que tiene la mujer tras la menopausia, más que generar otros nuevos. 

## Gestión de la menopausia

### Tratamientos
Para determinar si se debe recomendar algún tratamiento para alguno de los síntomas de la menopausia en una mujer, se debe establecer en qué etapa se encuentra la mujer y cuál es la sintomatología específica que está padeciendo. Además, es fundamental tener en cuenta la percepción de la calidad de vida de la propia mujer, así como sus preferencias. 
En principio, cualquier mujer en período de transición o en menopausia es candidata a recibir tratamiento hormonal sustitutivo (THS) siempre y cuando sus beneficios superen sus posibles riesgos. Actualmente la THS es considerada la mejor y más segura manera de tratar los síntomas del período de transición y de la menopausia, sobre todo en mujeres menores de 60 años sin riesgo médico elevado. En cualquier caso, esta valoración y la posterior administración de la THS debe realizarla un especialista. 
El THS consiste en la administración de estrógenos y progestágeno. El progestágeno disminuye los riesgos tanto de cáncer de mama como de endometrio. Estos tratamientos deben estar muy controlados y administrarse siempre la menor dosis necesaria el menor tiempo posible.
Para aquellas mujeres en las que el tratamiento hormonal sustitutivo no es adecuado, hay alternativas sin evidencia científica probada que podrían funcionar en casos individuales: el yoga, la respiración acompasada, la acupuntura, la terapia de relajación; terapias alternativas como la terapia cimicífuga, productos botánicos, suplementos de ácidos grasos omega-3 y las hierbas dietéticas chinas.
También existen tratamientos no hormonales con base científica como la paroxetina en dosis bajas, la venlafaxina y la gabapentina, que son alternativas que deben ser prescritas por un médico.
El síndrome genitourinario puede beneficiarse del estrógeno vaginal, los humectantes vaginales no hormonales o el ospemifeno.
A lo largo de los años han ido apareciendo distintas opciones terapéuticas dirigidas a paliar las consecuencias de los síntomas asociados a la menopausia que pudieran tener efectos negativos sobre la salud y la calidad de vida. Algunas de ellas han suscitado controversia y han sido cuestionadas acusadas de paralogizar lo que es una etapa natural de la vida de toda mujer por responder, más a los intereses de industrias farmacológicas, que a los de las propias afectadas.
Una alternativa terapéutica comercializada en 2023 y aprobada por la FDA y la Agencia Europea de Medicamentos es el Fezolinetant.

### Hábitos de vida saludable en la menopausia
- Dieta y alimentación: La menopausia se acompaña de una tendencia al incremento de peso y cambio en la distribución de la grasa. Es aconsejable limitar el consumo de grasas a menos de un 30 % del total de calorías; y enriquecer la dieta en pescado (azul y blanco), ya que aportan ácidos grasos esenciales omega 3, útiles en la prevención de algunas enfermedades cardiovasculares.[22]

- Ejercicio físico: Tras la menopausia se produce una rápida pérdida de masa ósea y también una pérdida de masa muscular. La práctica regular de una actividad física en una mujer menopáusica puede resultar muy beneficiosa, ya que favorece el sistema circulatorio y el sistema músculo esquelético. El ejercicio mantiene la elasticidad de los músculos, mejora la coordinación y movilidad, contribuye a la quema de calorías y mantenimiento del peso, mejora la hipertensión y los niveles de colesterol y tiene efectos psicológicos beneficiosos.

- Eliminación de hábitos tóxicos: El alcohol y tabaco contribuyen al aumento de riesgo de osteoporosis y enfermedades cardiovasculares, por lo que se recomienda evitar su consumo.

- Higiene del Sueño: Los trastornos del sueño son una de las quejas más comunes en la menopausia. Se sabe que el paso del tiempo afecta tanto la calidad como la cantidad de sueño atribuidas a las fluctuaciones hormonales. [23] Hay que mantener un horario lo más constante posible, y un descanso mínimo entre 7 y 9 horas diarias.

- Diabetes y menopausia: Las constantes variaciones hormonales que identifican la menopausia logran desequilibrar el control de la glucosa que se haya logrado a través de dietas nutricionales, ejercicio y control médico en años pasados. Sobre todo porque al llegar a esta etapa las mujeres que hayan llevado una vida sedentaria suelen presentar más problemas de humor, de alimentación y de ejercicio. Por ese motivo se recomienda una vida activa de acuerdo al estilo de vida de cada mujer, ya que al llegar a la menopausia muchas mujeres, no solo llegan a desarrollar algún tipo de diabetes, sino, otras enfermedades como suele ser la hipertensión y obesidad.